# クリスチャン・フランクリン
クリスチャン・フランクリン（Christian Franklin, 1999年11月30日 - ）は、アメリカ合衆国カンザス州ジョンソン郡オーバーランドパーク出身のプロ野球選手（外野手）。右投右打。MLBのシカゴ・カブス傘下所属。

## 経歴
2021年7月のMLBドラフト4巡目（全体123位）でシカゴ・カブスから指名され、16日に契約を結んだ（契約金は約42.5万ドル）。契約後、傘下のルーキー級アリゾナリーグ・カブスでプロデビュー。A-級マートルビーチ・ペリカンズでもプレーし、2球団合計で37試合に出場して打率.237、1本塁打、8打点、4盗塁を記録した。

## プレースタイル
中堅手を任せられる俊足と”ロケット”と例えられるほどの強肩が売りである。